# Журавкино
Жура́вкино (мокш. Жарав, ерз. Жарав, рос. Журавкино) — мокшанське село у складі Зубово-Полянського району Мордовії, Росія. Входить до складу Дубительського сільського поселення.

## Клімат
| Кліматограма Журавкино | Кліматограма Журавкино | Кліматограма Журавкино | Кліматограма Журавкино | Кліматограма Журавкино | Кліматограма Журавкино | Кліматограма Журавкино | Кліматограма Журавкино | Кліматограма Журавкино | Кліматограма Журавкино | Кліматограма Журавкино | Кліматограма Журавкино |
| --- | ---------------------- | ---------------------- | ---------------------- | ---------------------- | ---------------------- | ---------------------- | ---------------------- | ---------------------- | ---------------------- | ---------------------- | ---------------------- |
| С | Л                      | Б                      | К                      | Т                      | Ч                      | Л                      | С                      | В                      | Ж                      | Л                      | Г                      |
| 51 −6 −11 | 45 −5 −11              | 42 1 −6                | 44 11 1                | 53 19 8                | 73 22 13               | 77 25 16               | 66 23 14               | 63 17 9                | 64 9 3                 | 54 1 −3                | 55 −3 −7               |
| Середня макс. і мін. температури повітря (°C) Атмосферні опади (мм), за рік : 687 мм. Джерело: «Climate-Data.org» (англ.) |                        |                        |                        |                        |                        |                        |                        |                        |                        |                        |                        |

## Історія
Вперше згадується у 1670 році. 

## Населення
Чисельність населення, станом ена 2020 рік, налічує 223 особи. У 2010 — 309 осіб, в 2002 — 419 осіб).
| 1882   | 2002  | 2010  | 2020  |
| ------ | ----- | ----- | ----- |
| → 1882 | ↘ 419 | ↘ 309 | ↘ 223 |

Національний склад станом на 2002 рік:
- мокша — 83 %[8].